# Reinheimer Satirelöwe
Der Reinheimer Satirelöwe ist ein Preis in der Sparte Kabarett. Er wird seit 1994 alljährlich von der Stadt Reinheim vergeben. Die Bewerber stellen sich während der Reinheimer Satirewoche dem Publikum im Kulturzentrum Hofgut Reinheim.
Im Unterschied zu vielen Kleinkunstpreisen wollen die Veranstalter mit diesem Satirepreis insbesondere eine „inhaltliche Auseinandersetzung mit kritikwürdigen gesellschaftlichen Phänomenen“ fördern. Die Preisträger gewinnen keinen Geldpreis, sondern eine silberne Anstecknadel und mindestens drei Auftritte auf renommierten Bühnen im südhessischen Raum. Das Ensemblekabarett soll als „eine vom Aussterben bedrohte Kunstform“ besonders gefördert werden. Jährlich werden vier Solisten und vier Gruppen nominiert und zwei Preise (Solist und Gruppe) vergeben. Seit 2009 gibt es zusätzlich einen Publikumspreis.
Seit 2017 gibt es einen Wettbewerb für Frauen und Männer.

## Preisträger
Folgende Kabarettisten erhielten seit 1994 den Reinheimer Satirelöwen:
- 1994
  - Gruppe: Fabian und die Detektive[5]
  - Solist: Lars Reichow
- 1995
  - Gruppe: Helga Siebert[6] und Rainer Hannemann
  - Solist: Lutz von Rosenberg Lipinsky
- 1996
  - Gruppe: Kabarett Fernrohr[7][8]
  - Solist: Carsten Höfer[9]
- 1997
  - Gruppe: Die Buschtrommel[10]
  - Solist: Bruno Schollenbruch[11]
- 1998
  - Gruppe: Schiffer/Beckmann
  - Solist: Hans-Günter Butzko
- 1999
  - Gruppe: Die Allergiker[12]
  - Solist: Kalla Wefel
- 2000
  - Gruppe: Magdeburger Zwickmühle
  - Solist: Ingo Börchers
- 2001
  - Gruppe: Seibel & Wohlenberg
  - Solist: Frank Sauer
- 2002
  - Gruppe: Sybille und der kleine Wahnsinnige
  - Solist: Kai Magnus Sting
  - Solist: Matthias Brodowy
- 2003
  - Gruppe: Schwarze Grütze
  - Solist: Jens Neutag[13]
- 2004
  - Gruppe: Dietrich & Raab
  - Solist: Michael Sens
- 2005
  - Ehrenpreis Kabbaratz[14]
  - Gruppe: Mannheimer KultUrknall
  - Solistin: Simone Solga
- 2006
  - Gruppe: Kabarett Denkzettel
  - Solist: Lothar Bölck
- 2007
  - Gruppe: Das Parkbankduo[15]
  - Solist: Alfred Mittermeier
- 2008
  - Gruppe: Die HengstmannBrüder
  - Solist: Uli Masuth[16]
- 2009
  - Publikumspreis: First Ladies[17]
  - Gruppe: Härzbluut[18]
  - Solist: Björn Pfeffermann[19]
- 2010
  - Publikumspreis: Thekentratsch[20]
  - Gruppe: Herbert, Horst und Heinz
  - Solist: Christoph Tiemann[21]
- 2011[22]
  - Gruppe: PauL – Poesie aus Leidenschaft[23][24]
  - Publikumspreis & Solist: Thomas Schreckenberger[25]
- 2012
  - Publikumspreis: Michael Krebs
  - Gruppe: Wolf und Bleuel[26]
  - Solist: Sven Kemmler
- 2013
  - Publikumspreis: Simon & Jan
  - Gruppe: Das Parkbankduo[27]
  - Solist: Volker Weininger
- 2014
  - Publikumspreis: Podewitz
  - Gruppe: Fußpflege Deluxe[28]
  - Solist: Thomas Lötscher
- 2015
  - Publikumspreis: Götz Frittrang
  - Gruppe: Flüsterzweieck[29]
  - Solist: Helene Mierscheid
- 2016[30]
  - Publikumspreis: René Sydow
  - Gruppe: Blömer // Tillack (Bernd Blömer und Dirk Tillack)[31]
  - Solist: René Sydow
- 2017
  - Publikumspreis: Matthias Reuter
  - Jurypreis Frauen: Katharina Hoffmann
  - Jurypreis Männer: Werner Brix
- 2019
  - Publikumspreis: Gregor Pallast
  - Jurypreis Frauen: Inka Meyer
  - Jurypreis Männer: Gregor Pallast
- 2022
  - Gold und Publikumspreis: Stefan Waghubinger
  - Silber: Maik Martschinkowsky
  - Bronze: Liese-Lotte Lübke
- 2024
  - Gold und Publikumspreis: Andreas Langsch
  - Silber: Florian Hacke
  - Bronze: Sonja Pikart